# پارودبار
پارودبار، روستایی از توابع بخش عمارلو شهرستان رودبار در استان گیلان ایران است.

## جمعیت
این روستا در دهستان جیرنده قرار دارد و براساس سرشماری مرکز آمار ایران در سال ۱۳۹۵، جمعیت آن ۵۸۸ نفر (۱۱۸خانوار) بوده است. اکنون تعداد ۹۵ خانوار با جمعیت حدود ۴۵۰ نفر در روستا زندگی می‌کنند

## زبان گفتاری
ترکیبی از زبان‌های گالشی، تاتی، کردی (کرمانجی و لکی) زبان رایج در روستای پارودبار است.